# Tunnplåtverk
Tunnplåtverk, valsverk för produktion av plåt och band med tjocklekar mellan ca 0,1 och 3 mm. I verket varmvalsas s.k. slabs (plåtämne) från tjocklekar mellan 50 och 250 mm ned till 1-3 mm. Tjockleken på det varmvalsade ämnet minskas därefter ned till 0,3-2 mm eller tunnare genom kallvalsning. Valsningen sker i en rad olika, varierande i fråga om slutprodukten, valsverkstyper (bl.a. universalvalsverk, tandemverk, kvartoverk och mångvalsverk - se valsverk)